# SATB
SATB (seltener SCTB) ist eine häufig verwendete Abkürzung für die übliche Besetzung eines vierstimmigen Gesangsensembles (Chor oder Solisten) mit den Stimmlagen S = Sopran (Soprano), A = Alt (C = Contralto), T = Tenor (Tenore) und B = Bass (Basso). Die vier Stimmlagen können jeweils mit einem oder mehreren Sängern besetzt sein.
SATB ist die übliche Besetzung in barocken, klassischen und romantischen Oratorien von Johann Sebastian Bach bis Johannes Brahms.